# Gonomyia pietatis
Gonomyia pietatis är en tvåvingeart som beskrevs av Alexander 1940. Gonomyia pietatis ingår i släktet Gonomyia och familjen småharkrankar. Inga underarter finns listade i Catalogue of Life.